# Ян Калинчак
Ян Ка́линчак (*Ján Kalinčiak, *10 серпня 1822, Горне Затурце —†16 червня 1871, Мартін) — словацький письменник та байкар.

## Життєпис
Походив із заможної родини. Народився у промисловому містечку Горне Затурце (частина сучасного міста Мартін). Спочатку навчався у місцевій школі, згодом в школах Некпала й Гемера (неподалік рідного міста). Після чого продовжив навчання у гімназії Левочі, а з 1839 року — Прессбурга (сучасна Братислава).
З 1841 року навчався в університеті в Галле (Німеччина). Після його закінчення викладав, з 1846 року у гімназії у Модрі. З 1858 до 1869 року був директором гімназії у Цешині. Після цього вийшов на пенсію, перебрався до міста Мартін, де до самої смерті видавав щомісячний журнал «Орел». Помер у 1871 році.

## Творчість
Був автором історичних повістей на тему героїчної боротьби проти іноземних загарбників («Бозковічі», 1842; «Могила Мілко», 1845; «Юнак словацька» і «Князь Ліптовський», 1847; «Святий Дух», 1848). Присвячені далеким епохам (Великоморавське князівство, середньовічна історія Угорщини), його повісті за своїми ідейно-естетичним тенденціями співвідносилися з сучасністю. Герої Калинчака — самовіддані борці за народні інтереси, ідеали добра, честі, справедливості.
Є автором 17 байок, де герої (звірі, птахи, люди) висміюють ганебні вчинки, вади та недоліки. Калинчак написав до того ж 1 гумореску «Реставрація», яка присвячена підйому словацької літератури.